# Otto Fredrikson
Otto Fredrikson (né le 30 novembre 1981 à Valkeakoski, Finlande) est un joueur de football international finlandais. 
Il joue au poste de gardien de but et évolue actuellement dans le club du Spartak Naltchik, en Russie.

## Biographie

### En sélection
Otto Fredrikson fait ses débuts en équipe nationale de Finlande le 29 mai 2008 contre la Turquie.
Il compte 9 sélections avec la Finlande depuis 2008.

## Palmarès
Lillestrøm SK
- Coupe de Norvège
  - Vainqueur (1) : 2007

## Statistiques
| Saison | Club             | Pays     | Championnat   | Championnat | Championnat |
| Saison | Club             | Pays     | Division      | Matchs      | Buts        |
| ------ | ---------------- | -------- | ------------- | ----------- | ----------- |
| 2004   | FF Jaro          | Finlande | Veikkausliiga | 26          | 0           |
| 2005   | FF Jaro          | Finlande | Veikkausliiga | 26          | 0           |
| 2006   | Lillestrøm SK    | Norvège  | Tippeligaen   | 2           | 0           |
| 2007   | Lillestrøm SK    | Norvège  | Tippeligaen   | 13          | 0           |
| 2008   | Lillestrøm SK    | Norvège  | Tippeligaen   | 19          | 0           |
| 2009   | Lillestrøm SK    | Norvège  | Tippeligaen   | 19          | 0           |
| 2010   | Spartak Naltchik | Russie   | Premier-Liga  | 21          | 0           |

|    | Date             | Lieu                        | Adversaire   | Minutes jouées | Compétition             |
| -- | ---------------- | --------------------------- | ------------ | -------------- | ----------------------- |
| 1. | 29 mai 2008      | MSV-Arena, Duisbourg        | Turquie      | 90 min         | Match amical            |
| 2. | 19 novembre 2008 | AFG Arena, Saint-Gall       | Suisse       | 90 min         | Match amical            |
| 3. | 12 août 2009     | Råsunda, Solna              | Suède        | 90 min         | Match amical            |
| 4. | 18 janvier 2010  | Estadio La Rosaleda, Malaga | Corée du Sud | 90 min         | Match amical            |
| 5. | 3 mars 2010      | Ta' Qali Stadium, Ta' Qali  | Malte        | 90 min         | Match amical            |
| 6. | 29 mars 2010     | Kielce City Stadium, Kielce | Pologne      | 90 min         | Match amical            |
| 7. | 3 septembre 2010 | Zimbru Stadium, Chişinău    | Moldavie     | 90 min         | Éliminatoires Euro 2012 |
| 8. | 7 septembre 2010 | De Kuip, Rotterdam          | Pays-Bas     | 90 min         | Éliminatoires Euro 2012 |
| 9. | 12 octobre 2010  | Stade d'Helsinki, Helsinki  | Hongrie      | 90 min         | Éliminatoires Euro 2012 |